# Sablia fuscilinea
Sablia fuscilinea là một loài bướm đêm trong họ Noctuidae.